# مارك د. ميسيل
مارك د. ميسيل (بالإنجليزية: Marc D. Angel)‏ هو حاخام أمريكي، ولد في 1945 في سياتل في الولايات المتحدة.